# Флаг Светлоярского района
Флаг Светлоя́рского муниципального района Волгоградской области Российской Федерации.

## Описание
«Флаг Светлоярского района представляет собой прямоугольное алое полотнище с отношением ширины к длине 2:3, воспроизводящее композицию гербового щита над голубой полосой по нижнему краю полотнища шириной 1/6 от общей ширины, отделённой от алой узкой жёлтой полосой в 1/20 общей ширины».

## Обоснование символики
Флаг разработан на основе герба Светлоярского района и языком аллегорий и геральдических символов говорит о названии района, и отражает основной профиль занятий местного населения и природные особенности окрестностей района.
Основным цветом поля герба взят красный — символ солнца и тепла, красоты, радости и праздника.
Большое значение в развитии района имеет сельское хозяйство, на флаге оно символически изображено золотым снопом. Золото — символ прочности, богатства, величия, интеллекта и прозрения. Золото (жёлтый цвет) также говорит о названии районного центра — посёлка Светлый Яр.
Синяя лента, перевязывающая золотой сноп, символизирует Великую могучую русскую реку Волгу, как бы опоясывающая плодородные земли Светлоярского района, что подчёркивается во флаге синей полосой вдоль нижнего края полотнища. Синий цвет символ чести, преданности, истины.
На территории района находится крупнейшее в стране месторождение бишофита. Это богатство земли показано в виде кубических кристаллов соли.
Серебро в геральдике — символ простоты, совершенства, мудрости, благородства, мира, взаимосотрудничества.